# Siim Kallas

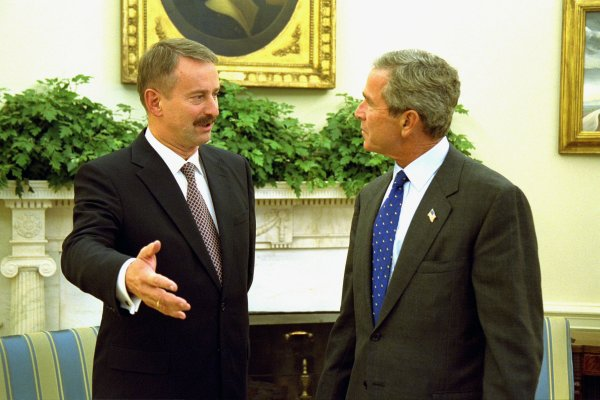
Siim Kallas i George W. Bush (2002)

Siim Kallas (ur. 2 października 1948 w Tallinnie) – estoński ekonomista i polityk, prezes Banku Estonii w latach 1991–1995, minister spraw zagranicznych w latach 1995–1996, minister finansów w latach 1999–2002, premier Estonii w latach 2002–2003. Wiceprzewodniczący Komisji Europejskiej, komisarz ds. transportu w Komisji Europejskiej pod przewodnictwem José Manuela Barroso.

## Życiorys
W 1972 ukończył studia na Wydziale Finansów Uniwersytetu w Tartu, a w 1975 studia podyplomowe.
Od 1972 do 1990 należał do KPZR. W 1994 stanął na czele wolnorynkowej i liberalnej Estońskiej Partii Reform. Po dziesięciu latach kierowania partią zrezygnował ze stanowiska, zostając jej honorowym przewodniczącym. W latach 1995–1999 oraz 2003–2004 był deputowanym Riigikogu. Od 1991 do 1995 i od 1999 do 2004 pełnił funkcję prezesa Estońskiego Związku Kolarskiego.
Pracował początkowo w Ministerstwie Finansów Estońskiej SRR. Od 1979 do 1986 pełnił funkcję dyrektora Centralnej Rady Kas Oszczędnościowych w Estonii. W latach 1986–1989 był zastępcą redaktora naczelnego dziennika "Rahva Hääl". W 1989 został wybrany do Rady Najwyższej ZSRR. Od 1989 do 1991 stał na czele estońskiego Zrzeszenia Związków Zawodowych.
W 1991 został prezesem Banku Estonii, a cztery lata później otrzymał nominację na stanowisko ministra spraw zagranicznych. Z funkcji tej odszedł w 1996. Od 1999 do 2002 pełnił funkcję ministra finansów. 28 stycznia 2002 objął funkcję premiera. Na czele estońskiego rządu stał do 10 kwietnia 2003. 1 maja 2004 wszedł w skład Komisji Europejskiej jako komisarz ds. ekonomicznych i walutowych (wspólnie z Joaquínem Almunią), a w listopadzie 2004 objął stanowisko wiceprzewodniczącego Komisji Europejskiej oraz komisarza ds. administracji, audytu i zwalczania nadużyć finansowych. W listopadzie 2009 ogłoszono, iż w nowej KE José Manuela Barroso obejmie funkcję wiceprzewodniczącego oraz komisarza ds. transportu. Funkcję tę objął po zatwierdzeniu przez Parlament Europejski w lutym 2010. Pełnił tę funkcję do końca kadencji KE.
W 2016 wysunięty przez swoją partię na urząd prezydenta Estonii. W sierpniu estoński parlament w trzech turach głosowania nie zdołał wybrać prezydenta. Siim Kallas wystartował następnie na to stanowisko w wyborach przeprowadzanych we wrześniu przez kolegium wyborców. W drugiej turze głosowania wygrał z Allarem Jõksem (138 głosów do 134 głosów), jednak nie uzyskał wymaganej większości głosów.
W wyniku wyborów w 2019 i 2023 Siim Kallas ponownie uzyskiwał mandat deputowanego do Riigikogu.
Jego córka Kaja Kallas także zaangażowała się w działalność polityczną.

## Odznaczenia
- Order Herbu Państwowego klasy II (2003)[5] i I (2015)[6]
- Krzyż Zasługi Ministerstwa Obrony I klasy (2004)[7]
- Krzyż Komandorski Orderu Zasługi Rzeczypospolitej Polskiej (Polska, 2019)[8]
- Wielki Oficer Legii Honorowej (Francja, 2001)[9]
- Medal Rady Bałtyckiej (2013)[10]